# اچ‌ام‌اس سی۲۳
اچ‌ام‌اس سی۲۳ (به انگلیسی: HMS C23) یک زیردریایی بود که طول آن ۱۴۳ فوت ۲ اینچ (۴۳٫۶۴ متر) بود. این زیردریایی در سال ۱۹۰۸ ساخته شد.